# Joroinen

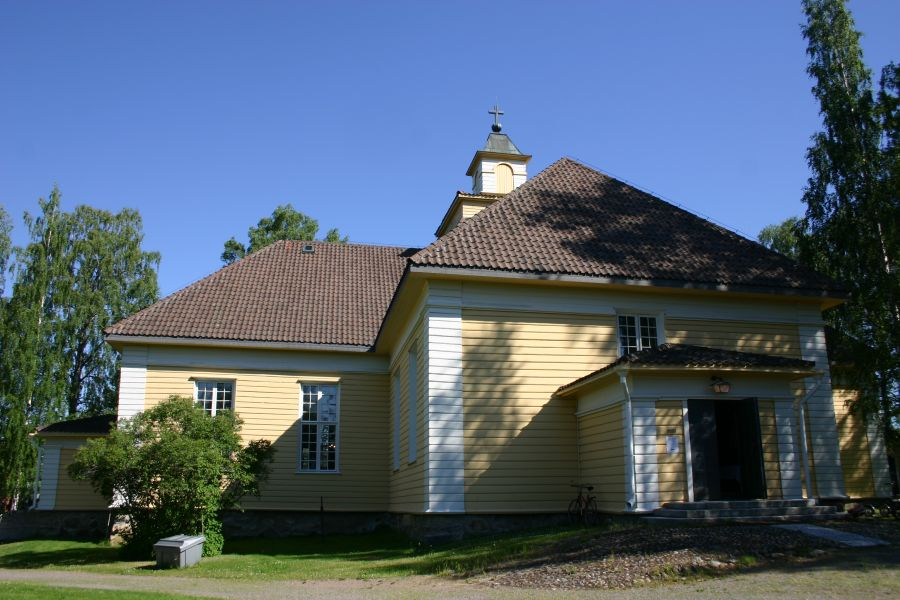
La chiesa di Joroinen

Joroinen (in svedese Jorois) è un comune finlandese di 4540 abitanti, situato nella regione del Savo Settentrionale. Fino al 2020 ha fatto parte della regione del Savo Meridionale, per poi essere spostata nel Savo Settentrionale a partire dal 1º gennaio 2021.

## Sport
Ha ospitato i campionati europei di triathlon long distance del 1987 ed i campionati europei di triathlon middle distance del 1992.